# 中国现代外国哲学学会
中国现代外国哲学学会是中华人民共和国研究现代外国哲学的全国性、学术性、非营利性社会团体，1979年11月成立。